# Снельман, Рут
Рут Снельман урождённая Сибелиус (фин. Ruth Snellman; 23 ноября 1894, Гельсинфорс, Великое княжество Финляндское, Российская империя) — 22 июня 1976, Хельсинки, Финляндия) — финская актриса
. Лауреат высшей государственной награды Финляндии для деятелей искусств — Премии Pro Finlandia (1951) и Лауреат премии «Юсси» (1963).

## Биография
Дочь композитора Яна Сибелиуса и Айно Ярнефельт, отцом которой был знаменитый генерал-лейтенант и губернатор, принимавший участие в национальном движении Август Александер Ярнефельт.

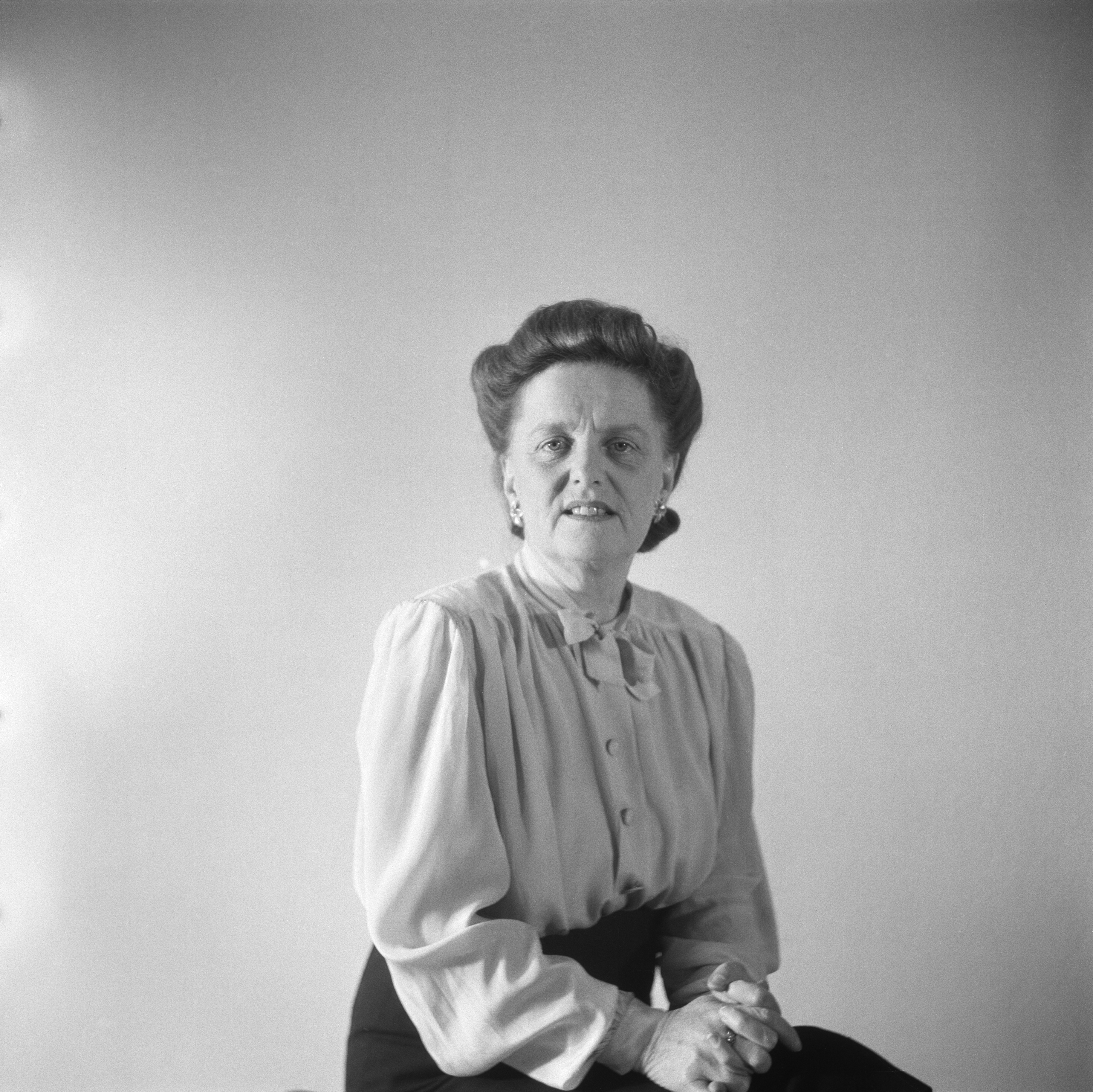

Интересовалась театром с раннего возраста. В 1912 году училась в театральной школе при Финском национальном театре и за границей. С 1913 года — актриса Финского национального театра. Выступала в Таммерфорсском театре, в театрах Выборга и других городах, а также за границей. В театре познакомилась и в 1915 г. вышла замуж за актёра и режиссёра Юсси Снельмана.
Амплуа — трагикомическая актриса.
Снималась в кино с 1921 года. Сыграла в 10 фильмах.

## Награды
- В 1951 году Рут Снельман была награждена медалью Pro Finlandia.
- В 1963 году получила премию Юсси за лучшую женскую роль второго плана в кинофильме «Прекрасное приключение» («Ihana seikkailu»).

## Избранные театральные роли
- Герда («Буря» Стриндберга),
- Клеопатра («Цезарь и Клеопатра» Б. Шоу),
- Оливия, Ариель («Двенадцатая ночь» и «Буря» Шекспира),
- госпожа Эрлин («Веер леди Уиндермиер» О. Уайльда),
- Регина фон Эммериц (одноименная пьеса Топелиуса).

## Избранная фильмография
- Se parhaiten nauraa, joka viimeksi nauraa (1921)
- Vaimoke (1936)
- Markan tähden (1938)
- Poikani pääkonsuli (1940)
- Oi, aika vanha, kultainen…! (1942)
- Kartanon naiset (1944)
- Nuoruus sumussa (1946)
- Sankari kuin sankari (1948
- Ihana seikkailu (1962)